# Nury Guarnaschelli
Nury Guarnaschelli (* 15. November 1966 in Santa Fe, Argentinien) ist eine argentinische Hornistin, die in Europa wirkt.

## Leben und Wirken
Im Alter von acht Jahren erhielt Guarnaschelli Hornunterricht bei ihrem Großvater Francisco Di Biasio. Nachdem sie mit 12 Jahren mit dem 1. Hornkonzert von Wolfgang Amadeus Mozart ihr erstes Solokonzert mit Orchester gegeben hat, setzte sie ihre solistischen und kammermusikalischen Aktivitäten sowohl in Argentinien als auch in Europa fort, wo sie in verschiedenen Festivals konzertierte.
Ab 1979 studierte sie bei Guelfo Nalli in Buenos Aires und nahm 1981 als Stipendiatin bei Antonio Iervolino in New York Unterricht. Frau Guarnaschelli war dann 1984 bis 1986 Stipendiatin der Karajan Akademie in Berlin bei Gerd Seifert, bei dem sie weiter an der Hochschule der Künste Berlin studierte.
1984 bis 1988 war sie ständige Aushilfe beim Berliner Philharmonischen Orchester, im Orchester der Deutschen Oper Berlin und im Symphonieorchester. Von 1988 bis 1992 war sie 1. Solohorn bei den Stuttgarter Philharmonikern. Seit 1993 ist sie Solo-Horn beim RSO Wien und Mitglied von Vienna Brass und Austrian Horns. Von 2000 bis 2003 unterrichtete sie Horn am Josef-Matthias-Hauer-Konservatorium in Wiener Neustadt.

## Preise
- 1981: 1. Preis Mozarteum Argentino bei der VII Auswahl Junger Solisten der Stadt Mar del Plata.
- 1982: 1. Preis beim IX Wettbewerb für Junge Solisten in Santa Fe.
- 1989: Konex Preis für Klassische Musik in Buenos Aires (Preis für die 100 wichtigsten Persönlichkeiten in der argentinischen Geschichte der klassischen Musik).
- 1991: 1. Preis beim internationalen Hornwettbewerb Citta di Porcia e Alpe Adria in Italien.

| Personendaten    | Personendaten           |
| ---------------- | ----------------------- |
| NAME             | Guarnaschelli, Nury     |
| KURZBESCHREIBUNG | argentinische Hornistin |
| GEBURTSDATUM     | 15. November 1966       |
| GEBURTSORT       | Santa Fe (Argentinien)  |